# Пьяный ангел
«Пья́ный а́нгел» (яп. 醉いどれ天使, ёйдорэ тэнси, 1948) — японский художественный фильм, социально-философская драма Акиры Куросавы. Фильм считается поворотным в творчестве режиссёра, по его собственным словам, именно в этом фильме он впервые полностью творчески самореализовался, не будучи скован навязанными ему установками студии или прямым влиянием других кинематографистов: «В этом фильме я, наконец, стал самим собой. Это был мой фильм. Его сделал я и никто другой».
Именно с этого фильма началось многолетнее сотрудничество Куросавы и Мифунэ. Куросава вспоминал: 

«…Я обнаружил, что не могу управлять Мифунэ на площадке. Осознав это, я решил — пусть делает как хочет, играет роль по-своему. С другой стороны, меня беспокоило, что если я не буду его контролировать, он может увести мой фильм не в том направлении, куда хотел вести его я. Это была настоящая дилемма. Я ни в коем случае не хотел ограничить его витальность. В конце концов получилось так, что название фильма относится к доктору, но говоря о фильме все вспоминают именно Мифунэ… <…> Я видел его раньше [в других фильмах], но не представлял, что он работает именно так. Например, он всегда реагирует очень быстро. Если я объясняю один аспект роли, он схватывает сразу десять аспектов. Поставленную режиссёром задачу он схватывает на лету. Большинство японских актёров не таковы, поэтому я хотел, чтобы Мифунэ развивал свой талант».

## Сюжет
Действие фильма разворачивается в послевоенной Японии, в районе трущоб, который находится под контролем гангстерских групп. Доктор Санада (Такаси Симура) — один из немногих оставшихся в районе врачей. К нему обращается мелкий гангстер Мацунага (Тосиро Мифунэ), который ранен в руку, но утверждает, что напоролся на гвоздь. Доктор вынимает из его руки пулю, попутно диагностирует у гангстера запущенный туберкулёз, говорит, что он долго не протянет, и настаивает, что Мацунаге надо у него лечиться. Мацунага в ярости ударяет доктора и уходит.
В следующей сцене доктор в баре ругает пациента за то, что тот пьёт алкоголь. Когда пациент уходит, доктор сам заказывает выпивку. Вскоре становится ясно: Санада — алкоголик. Единственное, что его удерживает от впадения в ничтожество — стремление лечить людей. Ему удаётся вылечить туберкулёз у юной девушки. К Мацунаге он испытывает двойственные чувства — с одной стороны, он ненавидит тупость и жестокость гангстеров, с другой — ощущает, что в Мацунаге осталось много человеческого, что он не безнадёжно испорчен. Прежде всего доктор ненавидит свою собственную слабость, именно её он не может себе простить, и именно из-за неё пытается помочь гангстеру. В разговорах с Мацунагой, который приходит на перевязки, он откровенен и смел. Мацунага обещает доктору бросить пить и ходить лечиться. Гангстер ощущает, что в его жизни что-то меняется, что для того, чтобы выжить, ему нужно измениться, но тут появляется вернувшийся из заключения главарь его банды Окада и Мацунага теряет только что обретенную уверенность. Он всё ещё на распутье, ему не хватает смелости принять решение навсегда покончить с прошлым. Он уступает Окаде пядь за пядью: сначала соглашается выпить с ним, хотя доктор категорически ему запретил спиртное, а затем Окада кладет глаз на подругу Мацунаги.
Положение осложняется, когда Окаде сообщают, что доктор Санада живёт с его бывшей женой. Главарь угрожает Санаде, и Мацунага думает, что сможет уладить эту щекотливую ситуацию.
Развязка наступает после того, как Мацунага случайно узнает, что Окада не только понизил его в гангстерской иерархии, но планирует убить его, чтобы создать повод для начала войны уличных банд. Мацунага в ярости и входит в комнату главаря, символически не сняв уличную обувь. Его болезнь уже видна невооруженным глазом, он слабеет, но только телесно, дух его, напротив, силён как никогда. Не говоря ни слова, Мацунага с Окадой начинают драться — без свидетелей. Оба ранены. Окада наносит Мацунаге смертельный удар. Из последних сил Мацунага выходит на террасу, на яркий солнечный свет, где сушится чистое бельё, и умирает.
Фильм заканчивается сценой, в которой доктор встречает девушку из бара, которая несёт урну с прахом Мацунаги. Девушка была влюблена в Мацунагу и мечтала уехать с ним из города. Санада не знает, что гангстер погиб, пытаясь развязаться с бандой, он думает, что Мацунага убит в обычной разборке. Доктор говорит девушке, что таких, как Мацунага, ничто не исправит. «Он был очень упрямым», — говорит девушка. «Не плачь, — отвечает доктор. — Я знаю, что ты чувствуешь. Поэтому я и не могу его простить».

## В ролях
- Тосиро Мифунэ — Мацунага
- Такаси Симура — доктор Санада
- Рэйсабуро Ямамото — Окада
- Митиё Когурэ — Нанаэ
- Тиэко Накакита — Миё
- Норико Сэнгоку — Гин
- Эйтаро Синдо — Такахама
- Ёсико Куга — школьница
- Маюри Мокусё — Дочка продавца цветочного магазина

## Релиз и награды
- Фильм вышел на экраны 27 апреля 1948 года.
- В 1949 году фильм был удостоен трёх премий «Майнити» — за лучший фильм (Акира Куросава), лучшую операторскую работу (Такэо Ито) и лучшую музыку к фильму (Фумио Хаясака). В том же году картина получила премию журнала Kinema Junpo за лучший фильм (Акира Куросава).